# Narodnyj Dim w Przemyślu

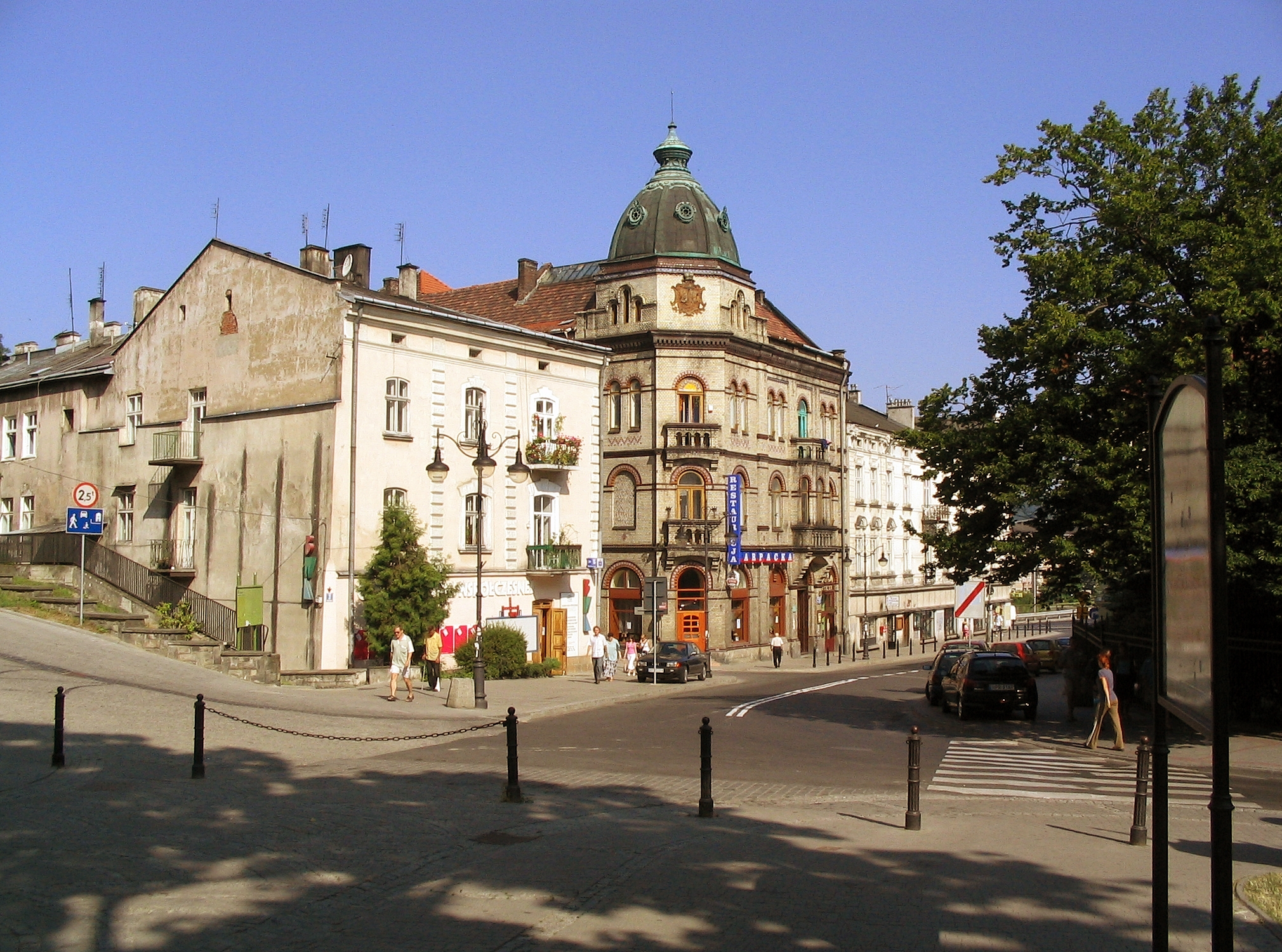
Ulica Kościuszki w Przemyślu - widoczny m.in. gmachu Domu

Narodnyj Dim w Przemyślu (Dom Ludowy) – budynek zbudowany w Przemyślu przy ulicy Kościuszki 5 w latach 1901–1904 ze składek przemyskich Ukraińców, przeznaczony na cele kulturalno-oświatowe. 
 Budynek wpisany jest do rejestru zabytków pod nr rej.: A-1584 z 16.12.1986 i z 23.03.1987

## Historia
Inicjatorem budowy był dr Teofil Kormosz, który przeznaczył na ten cel cały dochód z napisanej przez siebie książki. Inwestorem było nowo utworzone Towarzystwo Narodnyj Dim w Przemyślu.
Ukraińcy kupili działkę ze starymi zabudowaniami, wyburzyli je i postawili wielką kamienicę, w której znalazła się m.in. sala teatralna na 400 miejsc, restauracja i biuro. 
W latach 1904–1939 i 1945–1947 w Narodnym Domu miały siedzibę ukraińskie organizacje i stowarzyszenia kulturalne, ekonomiczne, polityczne. Działały teatr i kino, była restauracja, sklepy i magazyny. 
W 1946 zaczęły się wywózki osób narodowości ukraińskiej z Przemyśla, a 20 listopada 1948 Sąd Powiatowy orzekł, że majątek osób wysiedlonych do ZSRR zgodnie z dekretem z dnia 5 września 1947 zostaje przejęty przez Skarb Państwa. W 1950 miała miejsce formalna likwidacja Towarzystwa Narodnyj Dim w Przemyślu.
Obiekt wpisany na listę zabytków pod nr A-164 (16.12.1986).

## Starania o zwrot budynku
W trakcie trwania odwilży gomułkowskiej, 7 stycznia 1957 r. na posiedzeniu ówczesnego Prezydium Miejskiej Rady Narodowej Józef Śliwa oznajmił, że „budynek przy ul. Kościuszki zostanie zwrócony najpóźniej 1 lutego 1957 r.” Do tego czasu jednak mogą zajmować budynek należący wcześniej do WOPu przy ulicy Mickiewicza 44.   
Związek Ukraińców w Polsce zaczął starania o jego zwrot na początku lat 90. W styczniu 2004 wojewoda podkarpacki wydał zgodę na przejęcie budynku na własność przez Gminę Miejską Przemyśl. 
W styczniu 2008 Lwowska Rada Obwodowa, wobec niemożności załatwienia sprawy przez władze polskie, zaproponowała wykupienie budynku za pieniądze obwodu lwowskiego. Zamiar ten potwierdził prezydent Ukrainy Wiktor Juszczenko w czerwcu 2008. Przemyscy samorządowcy zaproponowali inny wariant – przekazanie nieruchomości Ukraińcom pod warunkiem otrzymania rekompensaty ze strony polskiego Skarbu Państwa, w postaci nieruchomości o równorzędnej wartości. Poparcie dla takiego rozwiązania zadeklarowali przedstawiciele rządu polskiego. W międzyczasie stan techniczny budynku znacznie się pogorszył wskutek pożaru oraz rozszczelnienia instalacji wodnej.
W czerwcu 2008 do sprawy włączyło się Ministerstwo Obrony Narodowej. Minister Bogdan Klich obiecał szybkie załatwienie sporu. We wrześniu 2008 MON zaproponowało władzom miasta budynek przemyskiego byłego Klubu Garnizonowego w zamian za oddanie spornego budynku organizacjom ukraińskim. Na początku lutego 2009 MON załatwiło wszystkie formalności i wystąpiło do Prezydenta Miasta Przemyśla Roberta Chomy o wygaszenie trwałego zarządu MON nad działką zaoferowaną do wymiany.
26 lutego Rada Miasta miała podjąć decyzję o zamianie budynków, jednak radni nie zdecydowali się na zamianę. W marcu 2008 podjęli decyzję o negocjowaniu zwrotu budynku we Lwowie, przeznaczonego dla lwowskich Polaków, i od tego uzależnili zwrot spornego budynku. 
3 września 2009 przemyscy radni podjęli decyzję o zamianie budynku Narodnego Domu na budynek Klubu Garnizonowego, będącego dotychczas własnością Skarbu Państwa, w związku z jego późniejszym przekazaniem Związkowi Ukraińców w Polsce. 
21 marca 2011 roku Narodnyj Dim w Przemyślu został oficjalnie przekazany Związkowi Ukraińców w Polsce.

## Działalność
W budynku odbywają się m.in. panele dyskusyjne, spotkania z ludźmi kultury, pokazy filmowe.